# 2390 Nežárka
2390 Nežárka este un asteroid din centura principală, descoperit pe 14 august 1980, de Zdeňka Vávrová.